# Benjamin de Rohan

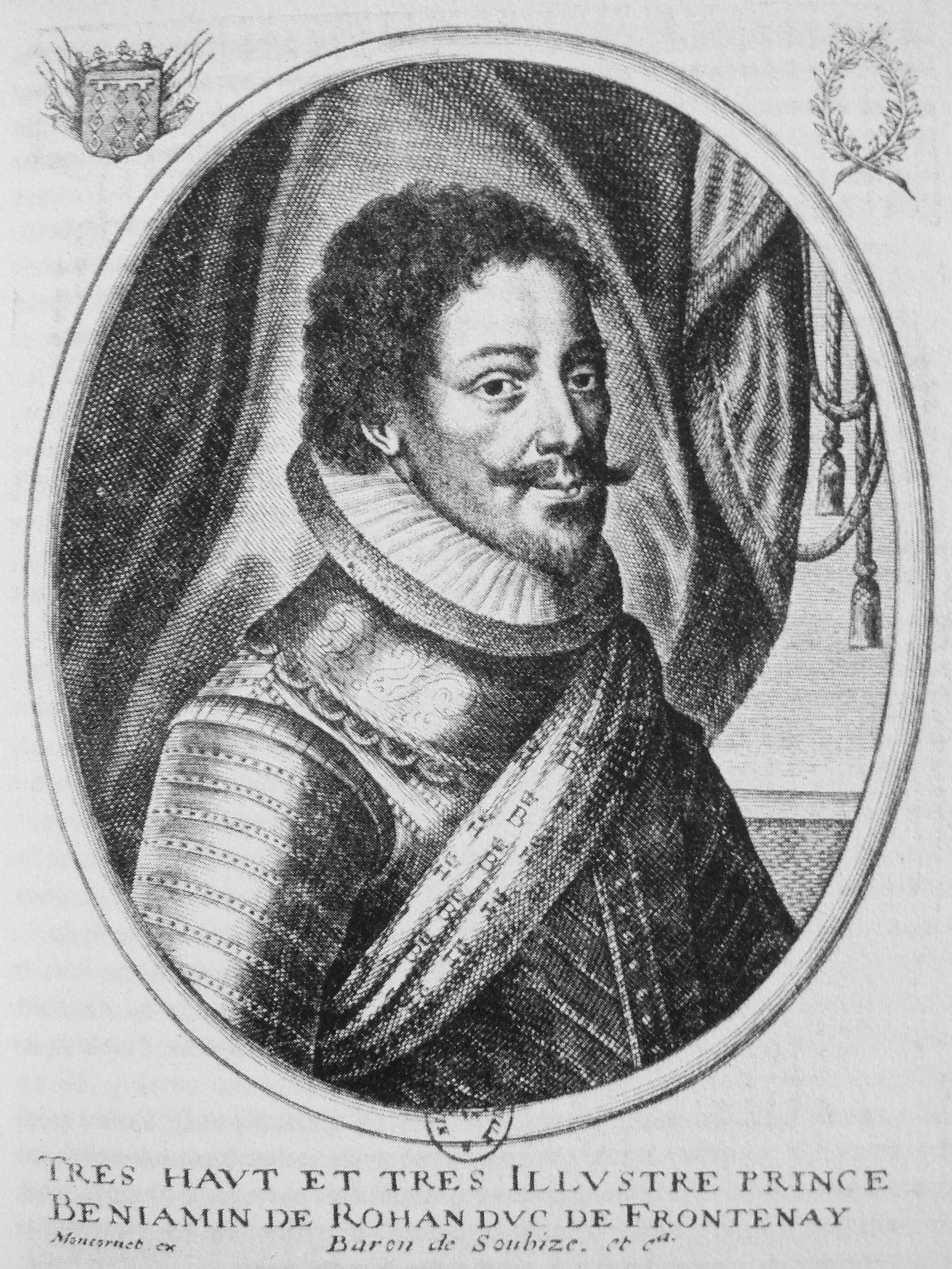
Benjamin de Rohan

Benjamin de Rohan (1583 - Londen, 9 oktober 1642) was een Franse edelman en leider van de hugenoten.

## Biografie
Benjamin de Rohan werd geboren als tweede zoon van graaf René II de Rohan en Catherine Parthenay. Via zijn moeder erfde hij het hertogdom Soubise. In zijn jeugd diende Benjamin de Rohan onder Maurits van Oranje tijdens de Tachtigjarige Oorlog. Samen met zijn oudere broer Henri de Rohan was hij de leider van de Hugenotenopstanden in 1621. Als admiraal van de Hugenotenvloot was hij betrokken bij het Beleg van Saint-Martin-de-Ré en een paar jaar later ook bij het Beleg van La Rochelle (1627-1628). Toen de Hugenoten zich ten slotte overgaven aan het Franse koningshuis vluchtte Benjamin de Rohan naar Londen. Daar stierf hij als banneling in 1642.